# David Shallon
David Shallon (hebräisch דויד שלון; * 15. Oktober 1950 in Tel Aviv, Israel; † 16. September 2000 (nach anderen Angaben: 15. September 2000) in Tokio, Japan) war ein israelischer Dirigent.

## Leben
David Shallon erlernte als Junge das Geigen- und Waldhornspiel. An der Musikakademie Tel Aviv studierte er bei Noam Sheriff Dirigieren und setzte sein Studium in Wien bei Hans Swarowsky fort, wo er seine spätere Frau, die deutsche Bratschistin Tabea Zimmermann kennenlernte.
Auf Einladung von Leonard Bernstein wurde er dessen Assistent, dirigierte 1980 Gustav Mahlers 3. Sinfonie bei den Wiener Philharmonikern und trat seither mit weltberühmten Solisten auf, darunter Gidon Kremer, Radu Lupu, Alicia de Larrocha, Itzhak Perlman, András Schiff, Heinrich Schiff, Isaac Stern, Frank Peter Zimmermann und Tabea Zimmermann. Er dirigierte zudem Aufführungen an verschiedenen Opernhäusern, wie der Wiener Staatsoper, der Oper Frankfurt, der Deutschen Oper am Rhein in Düsseldorf, der Oper Amsterdam und der New Israeli Opera in Tel Aviv. Von 1987 bis 1993 war er Generalmusikdirektor der Düsseldorfer Symphoniker, leitete als Chefdirigent von 1992 bis 2000 das Jerusalem Symphony Orchestra und ab 1997 das Philharmonische Orchester Luxemburg.
Im September 2000 starb David Shallon während einer Konzerttournee in Japan plötzlich und unerwartet an einem Asthma-Anfall in Tokio.